# Hogeschool Rhein-Waal

Logo

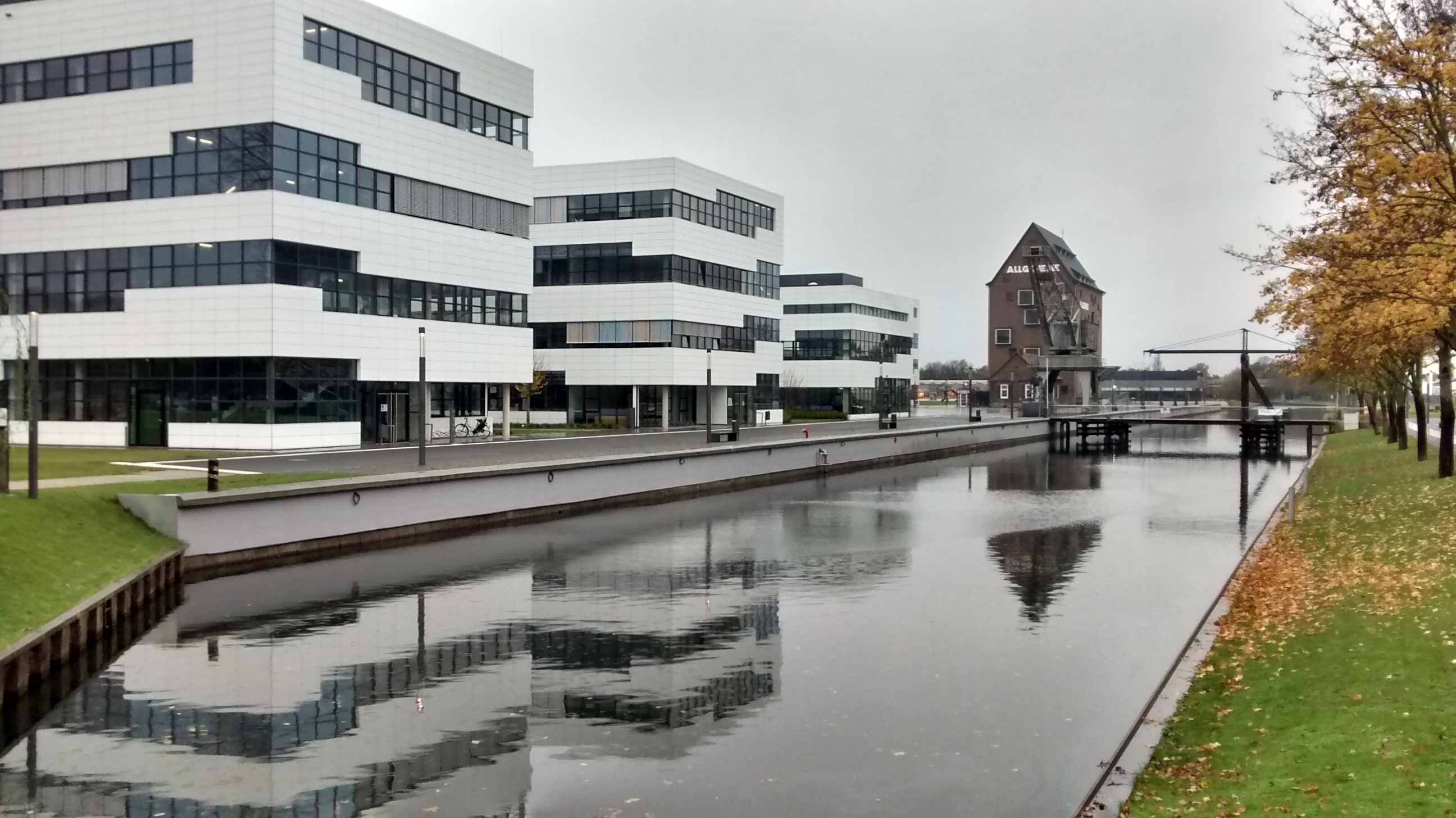
De campus in Kleef aan het Spoykanaal

De Hogeschool Rhein-Waal (Duits: Hochschule Rhein-Waal) is een Duitse hogeschool met de hoofdvestiging in Kleef en een nevenvestiging in Kamp-Lintfort.
Op 28 mei 2008 gaf de Landsregering van Noordrijn-Westfalen drie nieuwe vergunningen uit voor het starten van een hogeschool. Bij de aanvraag waren Kleef en Kamp-Lintfort concurrenten maar na gemeentelijk overleg kwam er één aanvraag met twee campussen. De oprichtingsdatum is 1 mei 2009 en in het studiejaar 2009/10 gingen in Kleef de opleidingen International Business and Social Sciences en Bio Science and Health van start en in Kamp-Lintfort de opleiding E-Governement. De hogeschool groeide tot 22 bachelor en vier masteropleidingen verdeeld over 4 faculteiten. In 2016 waren er 6500 leerlingen waarvan 30% uit het buitenland komt.
In Kleef zijn de faculteiten maatschappij en economie, bionica en levenswetenschappen gevestigd in een nieuwe campus aan het Spoykanaal. In Kamp-Lintfort kwam in 2014 nieuwbouw gereed voor de faculteit communicatie en omgeving aan de Friedrich-Heinrich-Allee.